# Papegaaivissen
De papegaaivissen (Scaridae) vormen een familie van baarsachtige vissen met een bek die op een papegaaiensnavel lijkt.

## Algemeen
Papegaaivissen kunnen tot 1 meter lang worden en zijn zeer bont gekleurd. De kleur is in het jeugdstadium meestal neutraal bruin of groenig, en krijgt rijkere accenten in het volwassen stadium. Het is een sociale diersoort die in scholen in koraalriffen leeft. Er bestaan zeer veel verschillende soorten. In het geslacht Scarus worden bijvoorbeeld al zo'n 23 soorten onderscheiden.

## Gedrag
Papegaaivissen hebben dezelfde zwemstijl als lipvissen, met roeiende bewegingen van de borstvinnen, waarbij de staart alleen bij snelle bewegingen wordt gebruikt. Met hun sterke bek schrapen zij algen van de koraalrotsen af, waarbij soms ook brokken koraal worden verorberd.
De kleur vertoont een sterke variatie, soms ook tussen exemplaren van dezelfde soort.
Gedurende de dag foerageert de papegaaivis door grote happen uit het levende koraal te nemen, wat goed hoorbaar is voor duikers. De vermalen onverteerbare kalkskeletten zinken als fijn wit zand naar de bodem. Deze uitwerpselen dragen in belangrijke mate bij aan het ontstaan van tropische witte zandstranden.
Hij is een drukke zwemmer, die door duikers moeilijk te benaderen is.
Gedurende de nacht ligt de papegaaivis op een zanderige bodem of tussen de takken van het koraal. Hij beschermt zich door een slijm af te scheiden dat een doorzichtige cocon om het lichaam heen vormt, waardoor zijn geur gemaskeerd wordt en hij zich beschermt tegen parasieten. Het slijm wordt afgescheiden uit een klier nabij de kieuwen. Volwassen dieren vormen geen cocons meer.

## Ontwikkeling
De ontwikkeling van de papegaaivis geschiedt in een aantal stadia. Bij een overgang naar een volgend stadium treedt er niet alleen mogelijk een grote wijziging in kleurpatroon op, maar mogelijk ook van geslacht. Alle papegaaivissen worden als vrouwtje geboren, maar later transformeren sommige in mannetjes of supermannetjes.

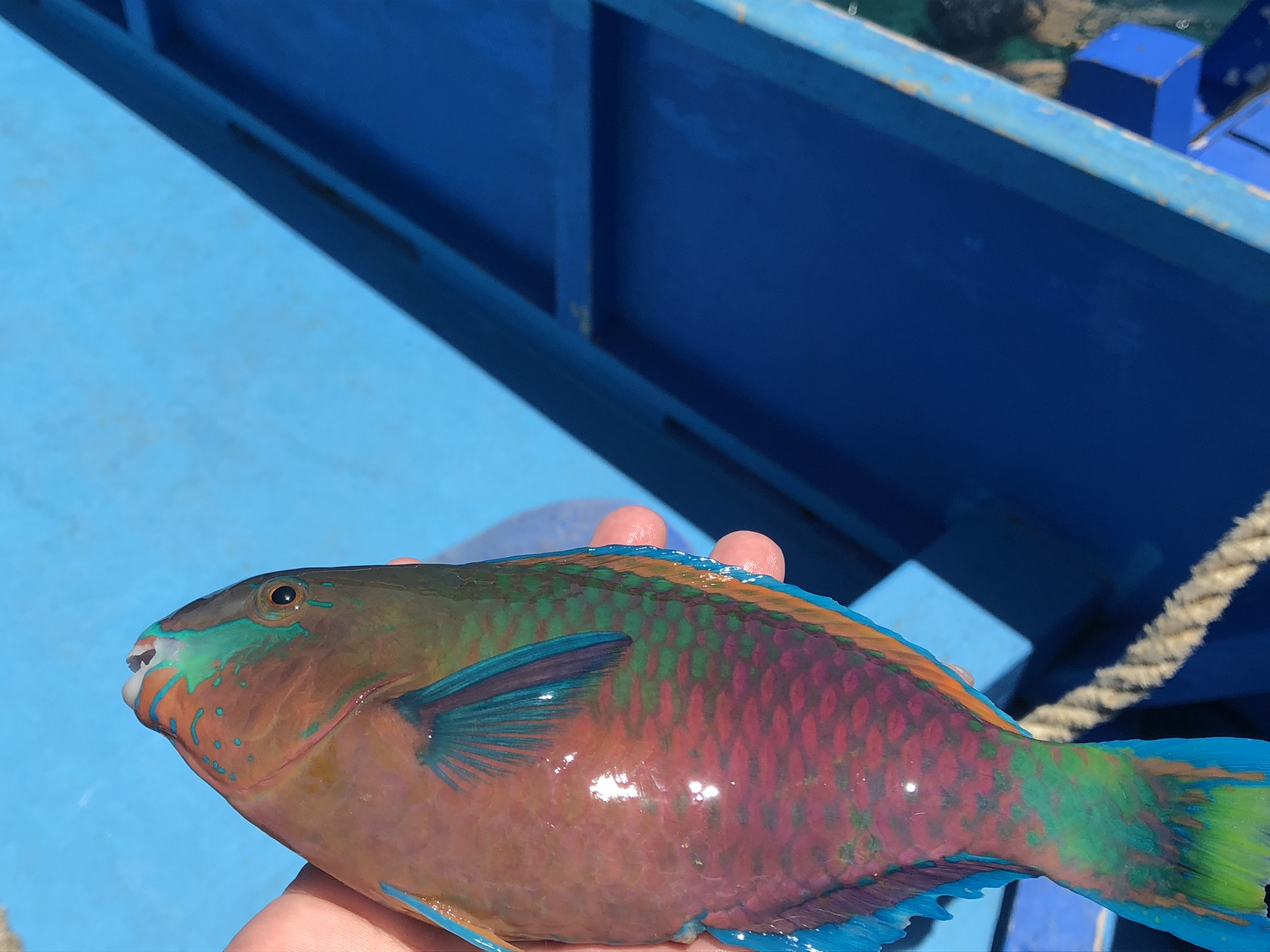
Papegaaivis (Cetoscarus bicolor) op het droge, gevangen door een visser in de Filipijnen

Een supermannetje heeft een harem van een aantal vrouwtjes. Tijdens het paarseizoen zwemmen ze samen naar het wateroppervlak. Het mannetje stoot zijn sperma uit zodat de bevruchting blootgesteld aan de lucht plaatsvindt.

## Taxonomie
Deze familie is verder onderverdeeld in de volgende onderfamilies en geslachten:
- Onderfamilie Scarinae
  - Bolbometopon Smith, 1956
  - Cetoscarus Smith, 1956
  - Chlorurus Swainson, 1839
  - Hipposcarus Smith, 1956
  - Scarus Forsskål, 1775
- Onderfamilie Sparisomatinae
  - Calotomus Gilbert, 1890
  - Cryptotomus Cope, 1871
  - Leptoscarus Swainson, 1839
  - Nicholsina Fowler, 1915
  - Sparisoma Swainson, 1839

## Status
Het Verdrag van Cartagena en het SPAW-protocol roepen op tot de bescherming en het herstel van deze soort in het Caribisch gebied.